# Christopher Massey

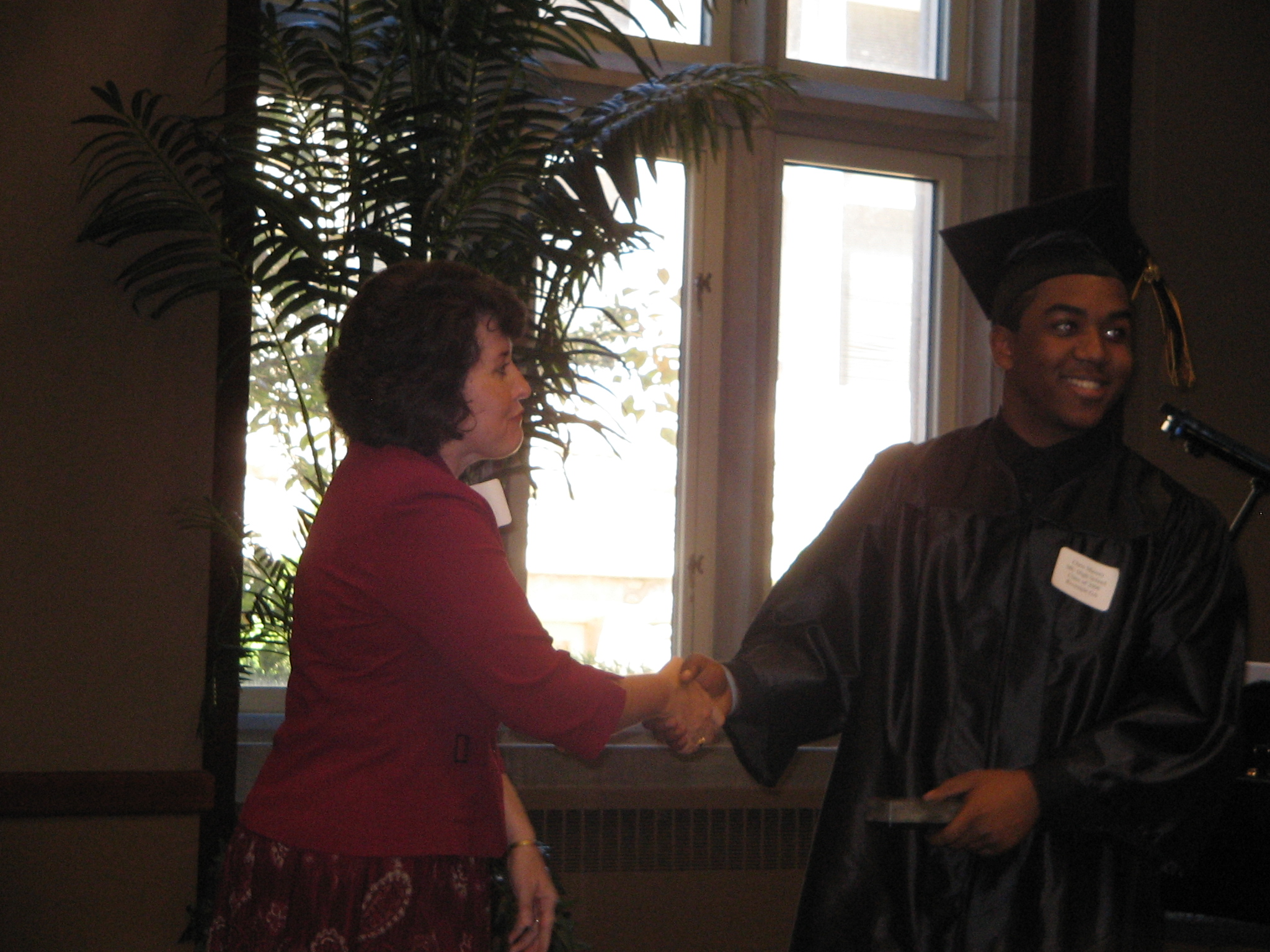
Christopher Massey bei seinem High-School-Abschluss 2008

Bennet Gregory Christopher Massey (* 26. Januar 1990 in Atlanta, Georgia) ist ein US-amerikanischer Schauspieler.
Massey begann seine Schauspielkarriere in Werbespots. So war er zum Beispiel in Werbung für Captain Crunch, Pop Tarts oder McDonald’s zu sehen. 2002 wurde er mit dem  Outstanding Young Performer in Live Theatre award ausgezeichnet. In den Jahren 2006 und 2007 wurde Massey gemeinsam mit dem restlichen Ensemble von der Fernsehserie Zoey 101, in der er die Rolle des Michael Barret verkörpert, mit einem Young Artist Award in der Kategorie Best Young Ensemble Performance in a TV Series (Comedy or Drama) ausgezeichnet.
Sein jüngerer Bruder Kyle Massey ist ebenfalls Schauspieler.

## Filmografie
- 2000: Color Me Gay
- 2005–2008: Zoey 101
- 2007: City Girls
- 2009: Mary and Max
- 2010: Santa Pfotes großes Weihnachtsabenteuer (The Search for Santa Paws, Stimme)
- 2023: Zoey 102

### Gastauftritte
- 2002: Die Parkers (The Parkers), Folge 3.18
- 2002: That Was Then, Folge 1.04
- 2002: The District – Einsatz in Washington, Folge 3.01
- 2003: Yes, Dear, Folge 3.21
- 2004: Raven blickt durch (That's So Raven), Folge 3.05
- 2006: Alle hassen Chris (Everybody hates Chris), Folge 1.19
- 2011: Switched at Birth Staffel 1, Folge 26